# Qubba Almorávide
La Qubba almorávide (en árabe: القبة المرابطية‎), o Qubba Ba'adiyyin/Barudiyyin, es un pequeño monumento en Marrakech, Marruecos. Fue erigida por los almorávides a principios del siglo XII. Destaca por su extraordinaria decoración y por ser uno de los únicos vestigios de arquitectura almorávide en Marrakech.

## Historia

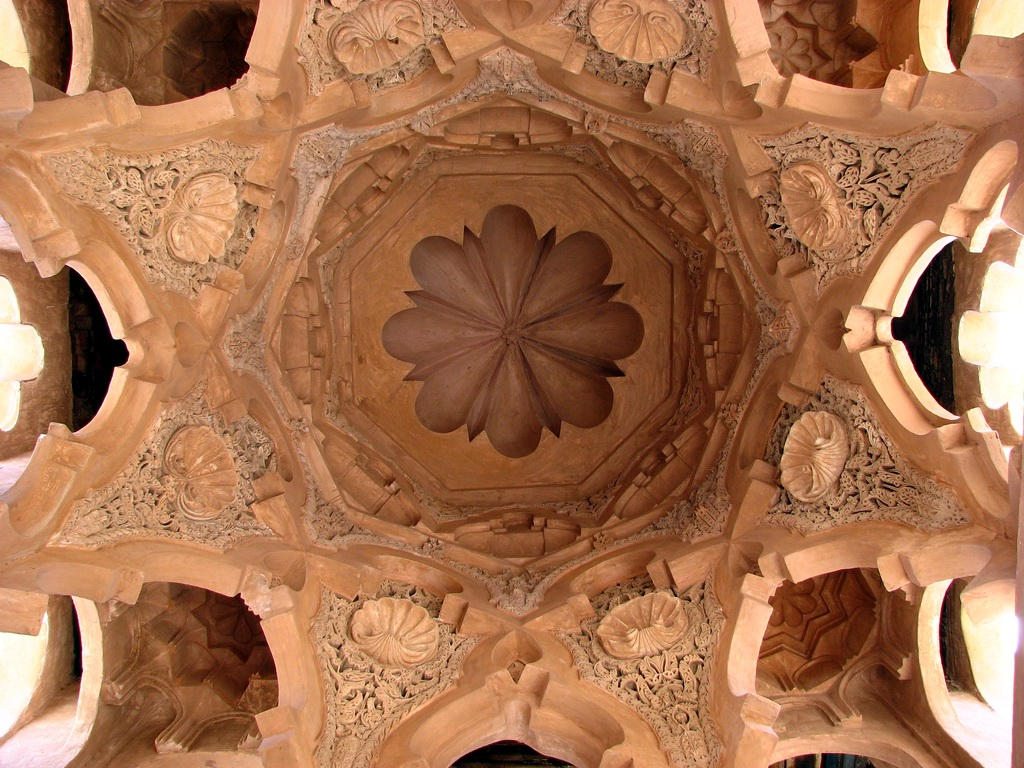
Interior de la cúpula del pabellón abovedado (antes de la reciente restauración)

La Qubba está situada junto al Museo de Marrakech y a unos 40 metros al sur de la Mezquita de Ben Youssef. Es el único ejemplo de arquitectura almorávide que se conserva en Marrakech. Fue construida en 1117 o, más probablemente, en 1125, por el emir almorávide Alí ibn Yúsuf. La mayoría de los eruditos creen que pertenecía a la cercana mezquita Ben Youssef, la principal de la ciudad en aquella época, y que era un pabellón utilizado para las abluciones rituales antes de la oración. La propia mezquita, también construida originalmente por Alí ibn Yúsuf, ha sido completamente reconstruida en siglos más recientes. Este tipo de estructura para proporcionar agua cerca de una mezquita también se conocía como mida'a (en árabe: ميضأة‎; «instalación para abluciones») y se encuentra en mezquitas posteriores de Marrakech.
La existencia de la Qubba fue documentada por primera vez por estudiosos franceses en 1947, y el historiador de la arquitectura Boris Maslow publicó notas al respecto en 1948. En los años siguientes, se llevaron a cabo excavaciones y estudios más exhaustivos bajo la dirección de Henri Terrasse y Jacques Meunié. Debido a la elevación del nivel del suelo y a la construcción de otras estructuras a su alrededor, más de la mitad de la Qubba quedó sepultada bajo 7-8 metros de escombros. Los eruditos franceses se abstuvieron de realizar cualquier reconstrucción o restauración significativa, dejando la estructura esencialmente como se encontró, y publicaron sus hallazgos en la década de 1950. En las décadas transcurridas desde su excavación se ha convertido en un monumento histórico y una atracción turística.

## Descripción

### El pabellón con cúpula
La cúpula («qubba») remata un edificio rectangular, de 7,35 por 5,45 metros, que alberga una pila de agua.: 36  Toda la estructura mide 12 metros de altura. Los materiales utilizados son piedra, ladrillo y madera de cedro. El interior está ricamente decorado con motivos florales y vegetales tallados (piñas, palmeras y hojas de acanto), palmetas/conchas marinas y caligrafía. Su cúpula se ha comparado con las cúpulas de la Mezquita-Catedral de Córdoba y la Mezquita de Bab al-Mardum de Toledo (ambos edificios antiguos de la arquitectura del Andalusí Omeya).
En las esquinas, entre las alas de la cúpula y los muros exteriores rectangulares, hay cuatro cúpulas en miniatura esculpidas con una de las primeras decoraciones de mocárabes de Marruecos. Dado que la decoración de mocárabes tendría su origen en la arquitectura abasí de Oriente Próximo, al menos un erudito ha sugerido que esta combinación de motivos omeyas cordobeses y abasíes fue una elección estilística deliberada del gobernante almorávide para invocar un legado y una herencia compartidos con estos califatos.
Alrededor del interior del pabellón hay una inscripción en árabe, actualmente muy dañada, que detalla los cimientos de la estructura, cita el nombre de Alí ibn Yúsuf] y la fecha de construcción, aunque el año de la fecha es, por desgracia, ilegible (lo que suscita el debate de los eruditos sobre la fecha exacta).

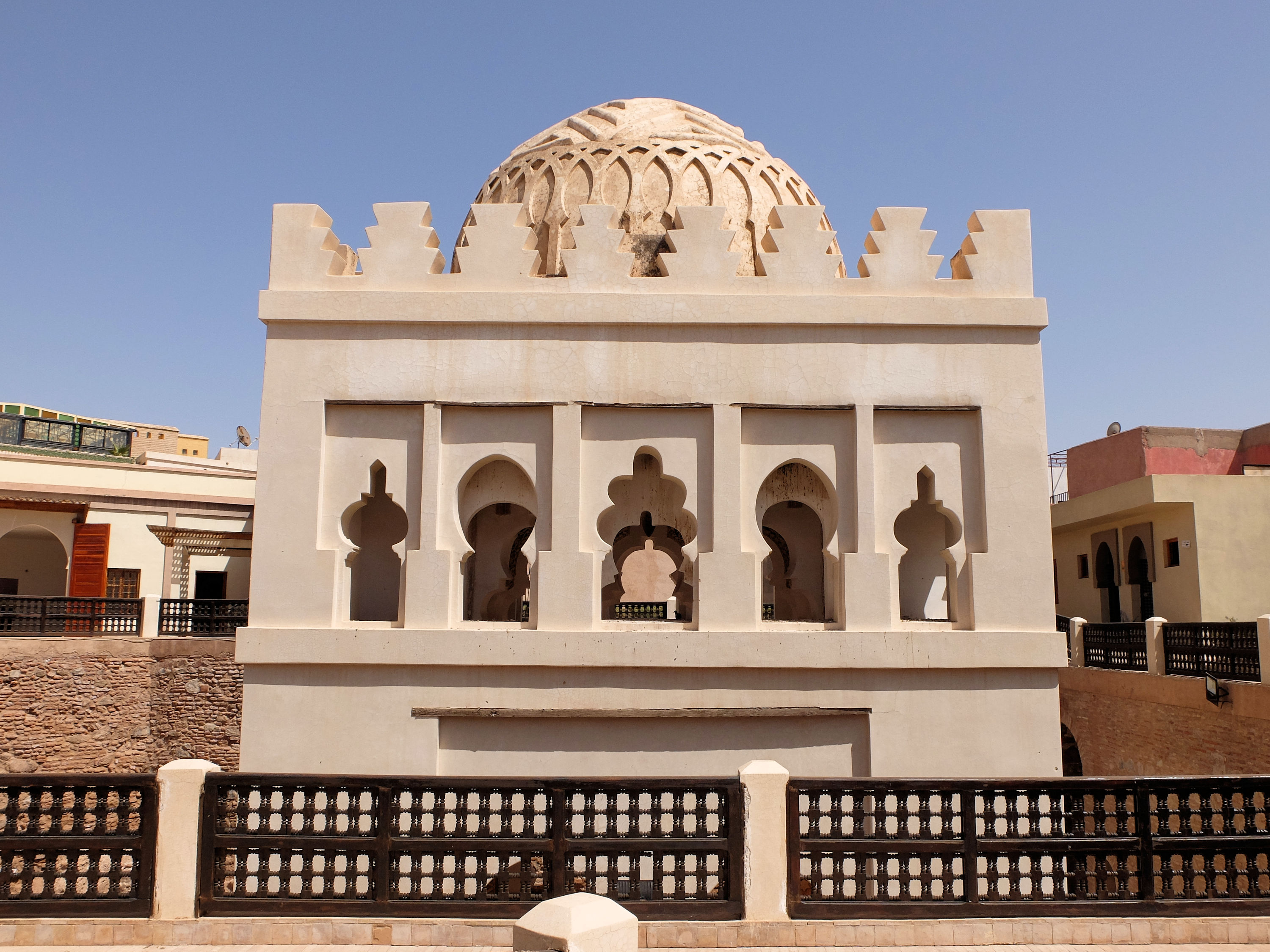
Vista de la parte superior y las ventanas.
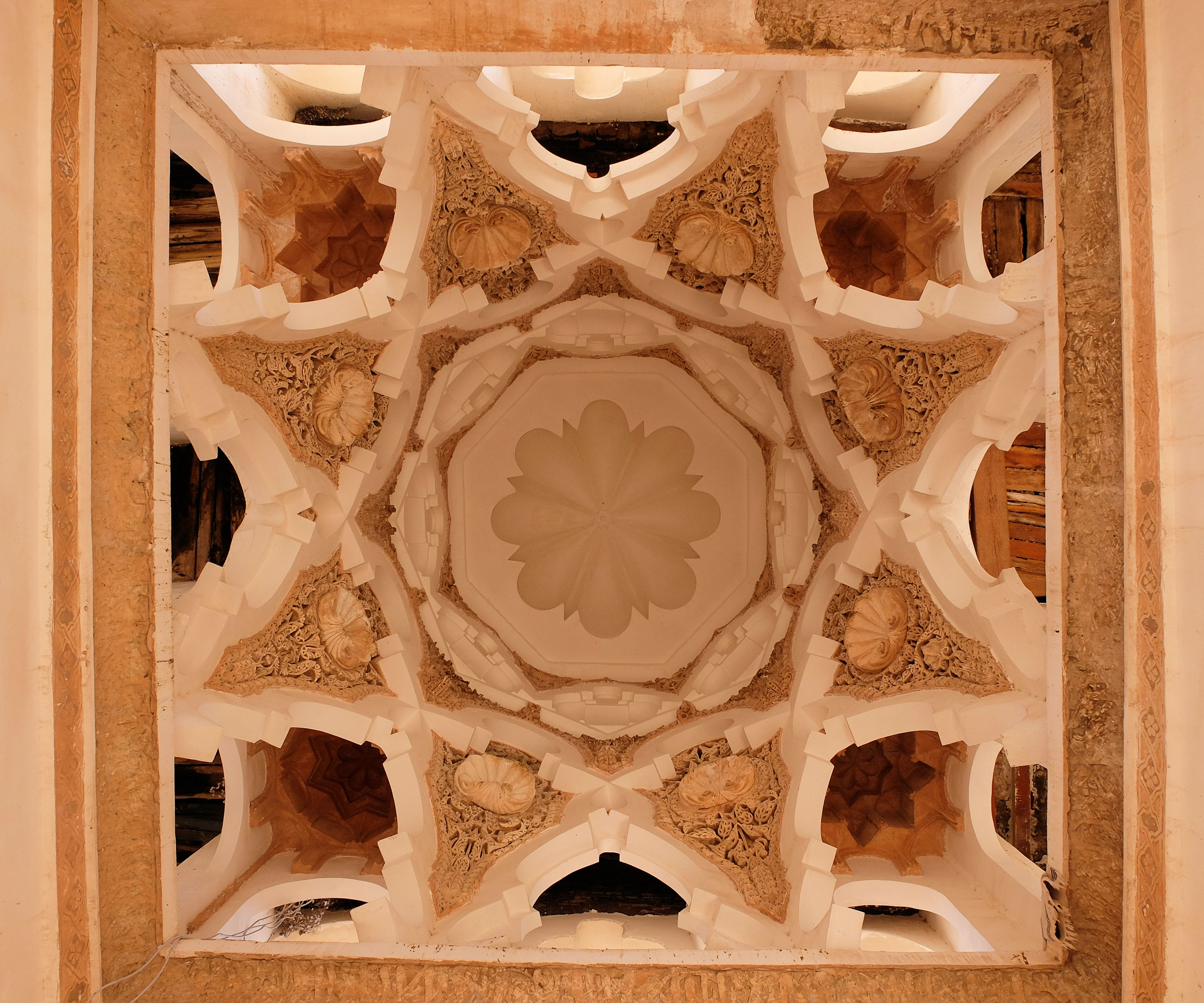
Interior de la cúpula principal.
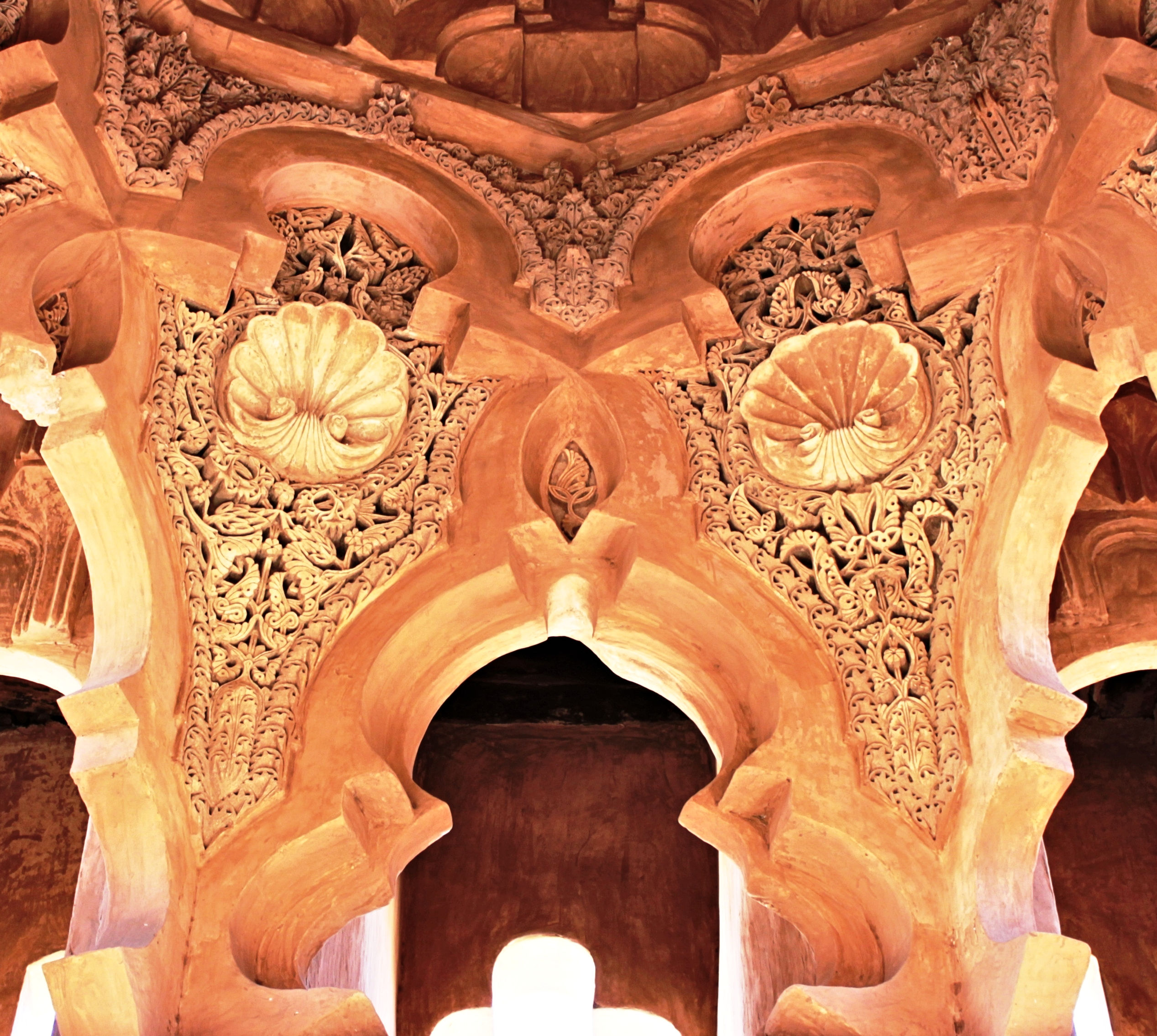
Detalles de la decoración del interior de la cúpula.
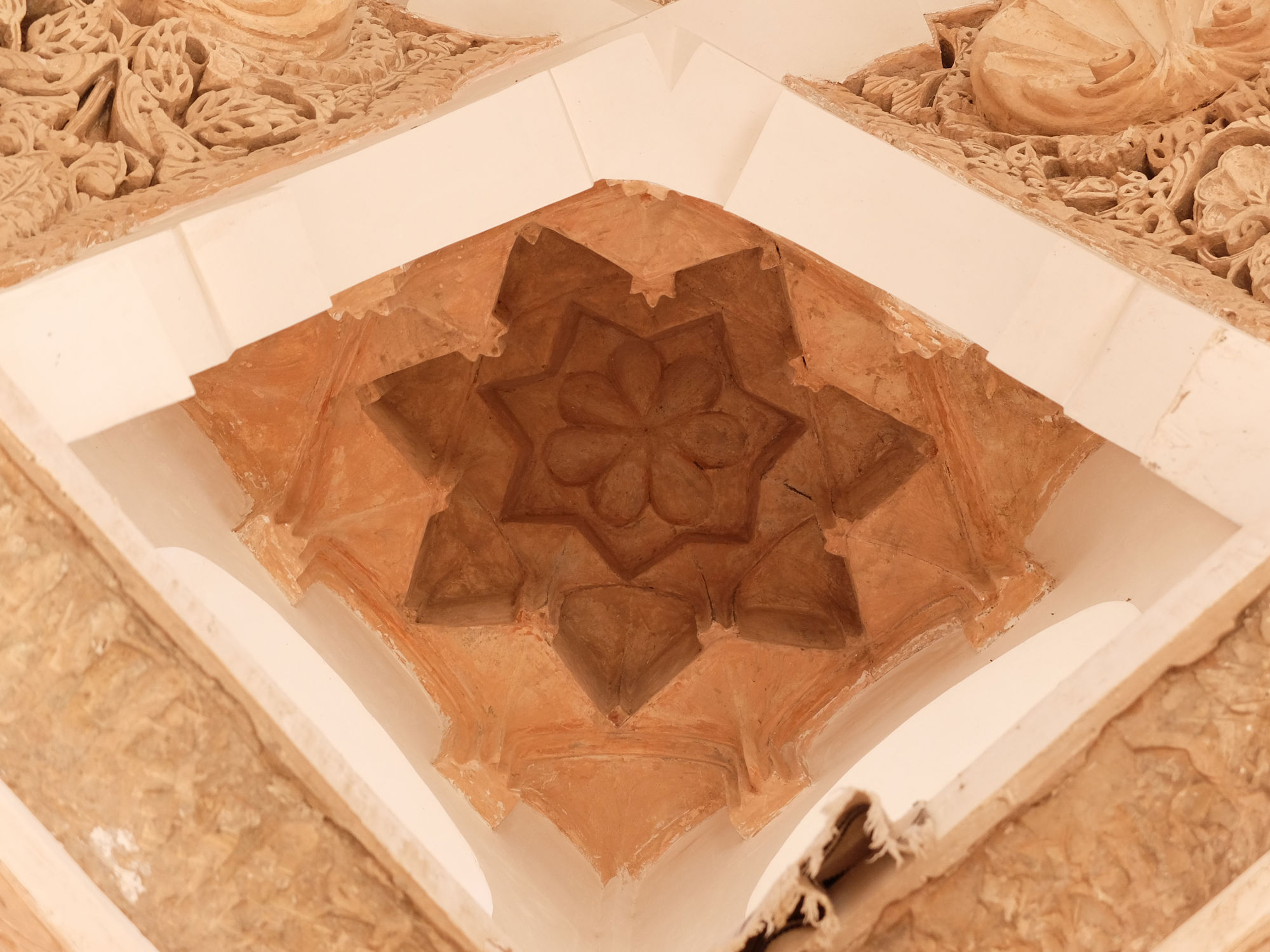
Una de las pequeñas cúpulas con  mocárabes de las cuatro esquinas.
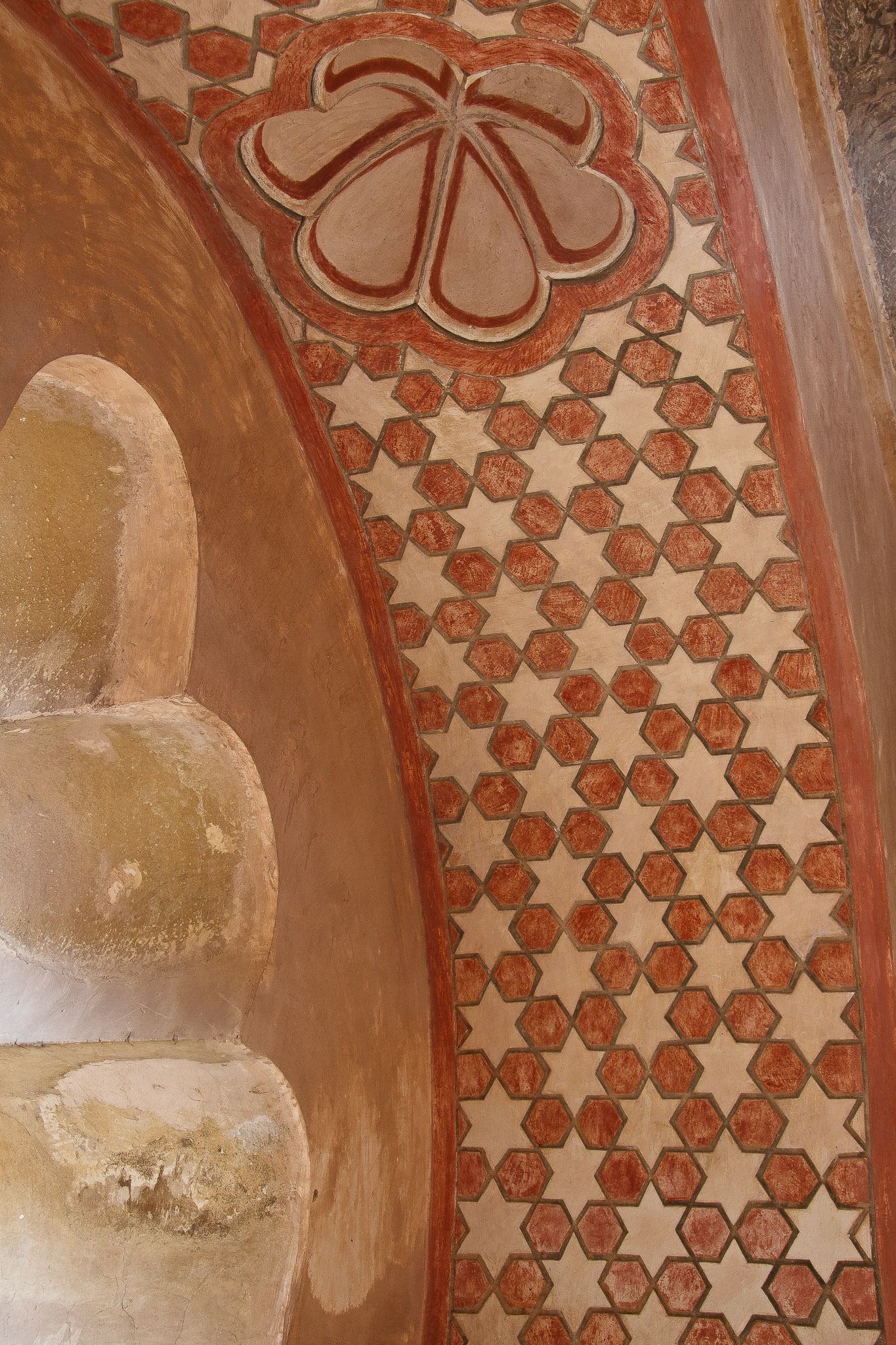
Decoración de los arcos que rodean el borde interior del pabellón.
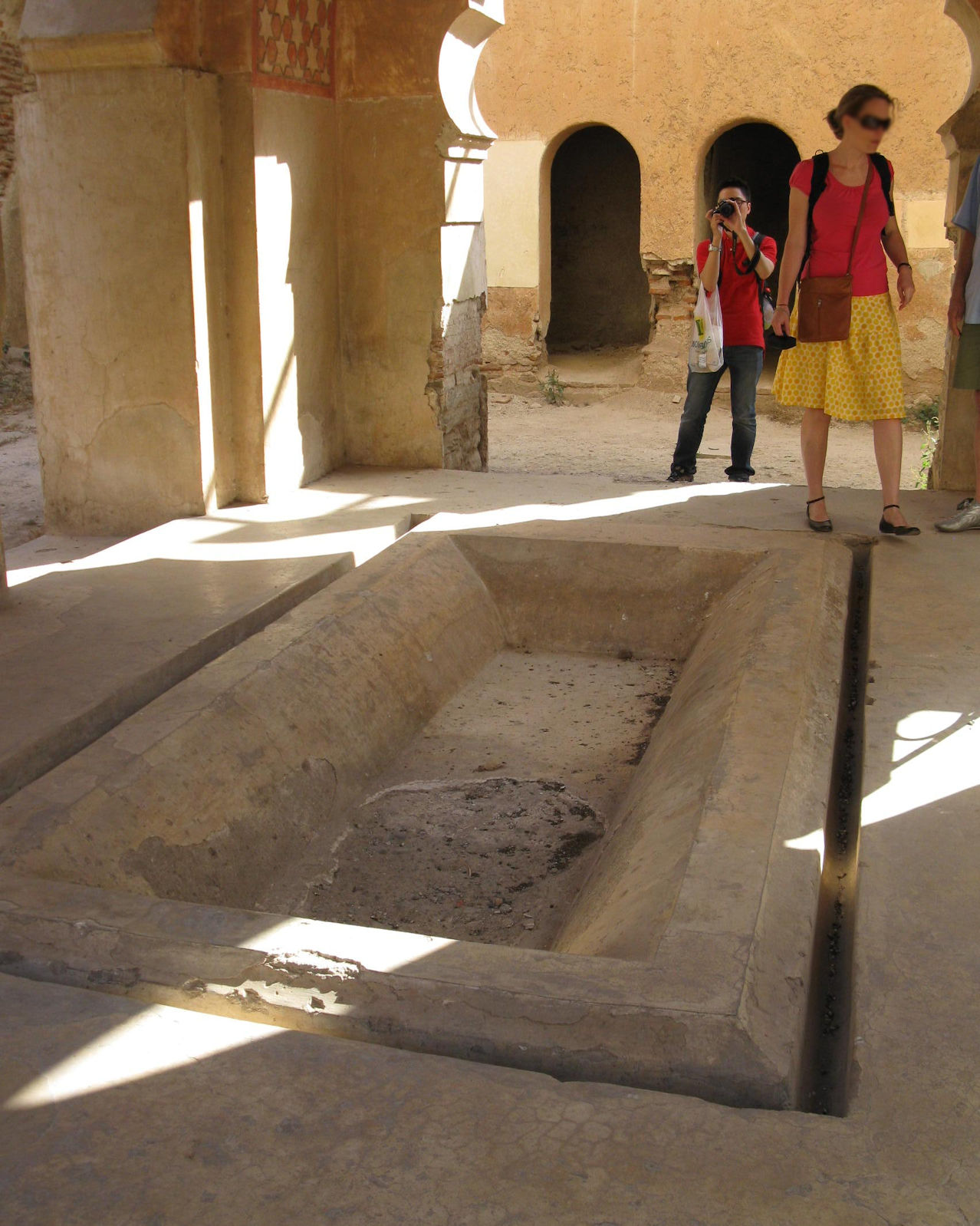
Depósito de agua bajo la cúpula; el depósito está rodeado por una fina zanja por la que se puede drenar el agua derramada.

### Otras estructuras alrededor del pabellón
Alrededor del edificio abovedado también se han excavado una serie de letrinas privadas, posiblemente construidas en un período posterior. Junto al edificio abovedado también había una fuente monumental o fuente de agua en otra estructura rectangular de unos 14,5 por 4,5 metros.: 104  La estructura estaba abierta a la calle a través de tres aberturas arqueadas, con cada tramo ocupada por una pila de agua y un abrevadero a lo largo de su pared posterior. Esta estructura de fuente recuerda, en su forma básica, a las posteriores fuentes murales de Marrakech como las de la Mezquita Muasine o la Fuente Chrob ou Chouf.
El agua para esta fuente y el pabellón de abluciones se extraía mediante tuberías de bronce de una cisterna cercana cubierta por una bóveda de cañón, que se puede encontrar hoy detrás de estas estructuras. El suministro de agua a esta cisterna probablemente dependía a su vez de la revolucionaria hidráulica de qanat, un sistema de drenaje característico del Marruecos histórico.

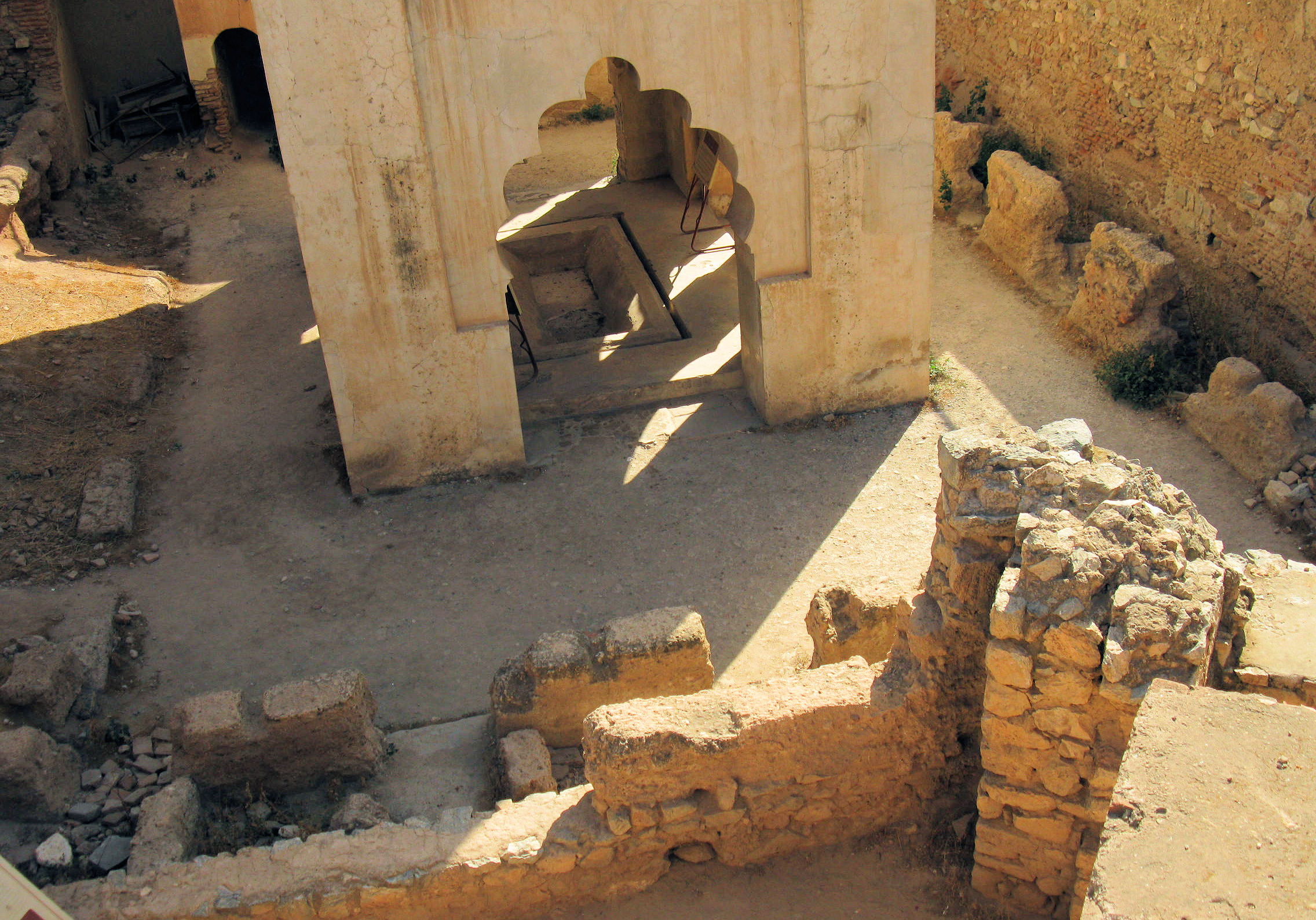
Base del pabellón almorávide, con restos de letrinas privadas a su alrededor.
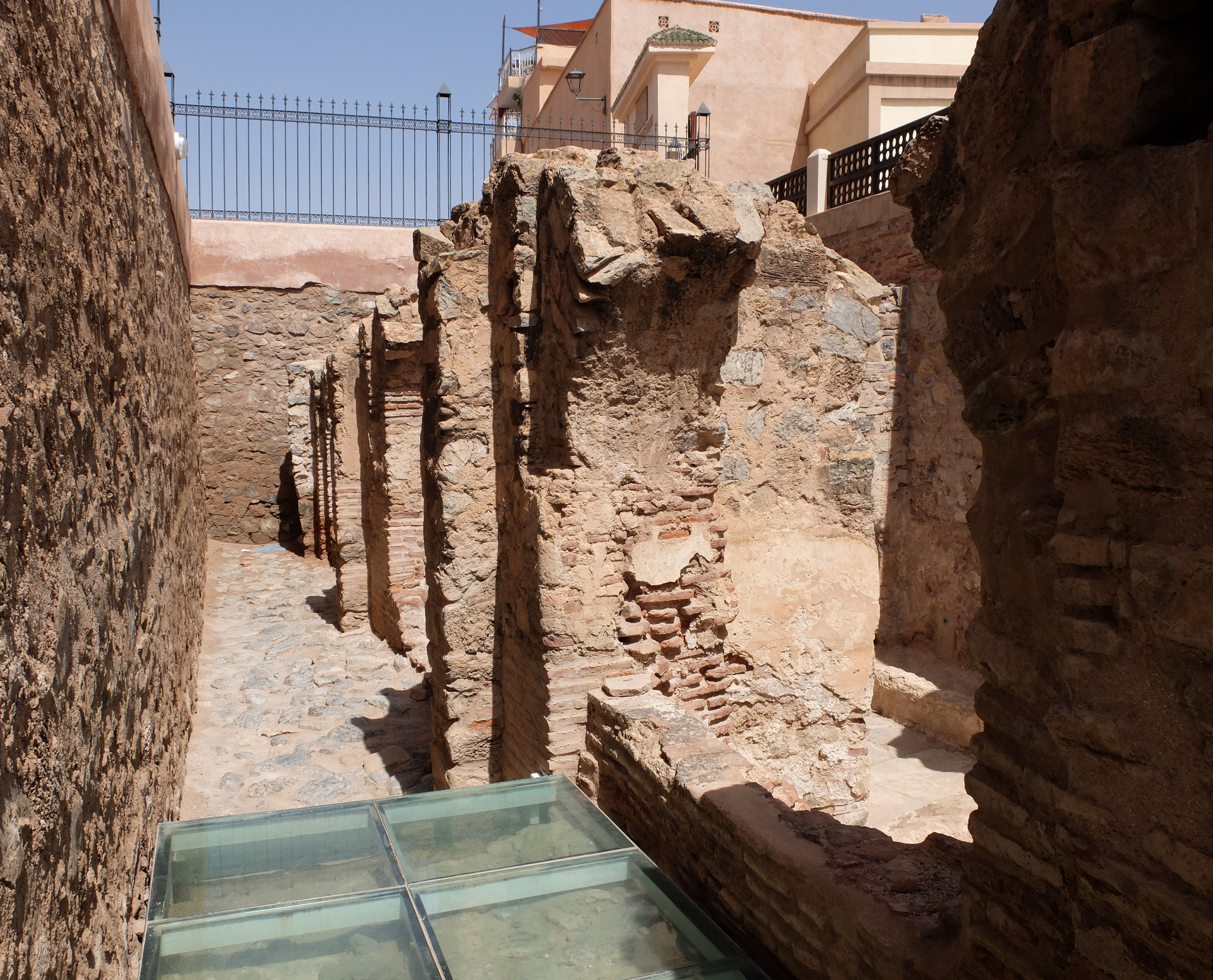
Restos de la estructura de la fuente de triple arco junto a la qubba.
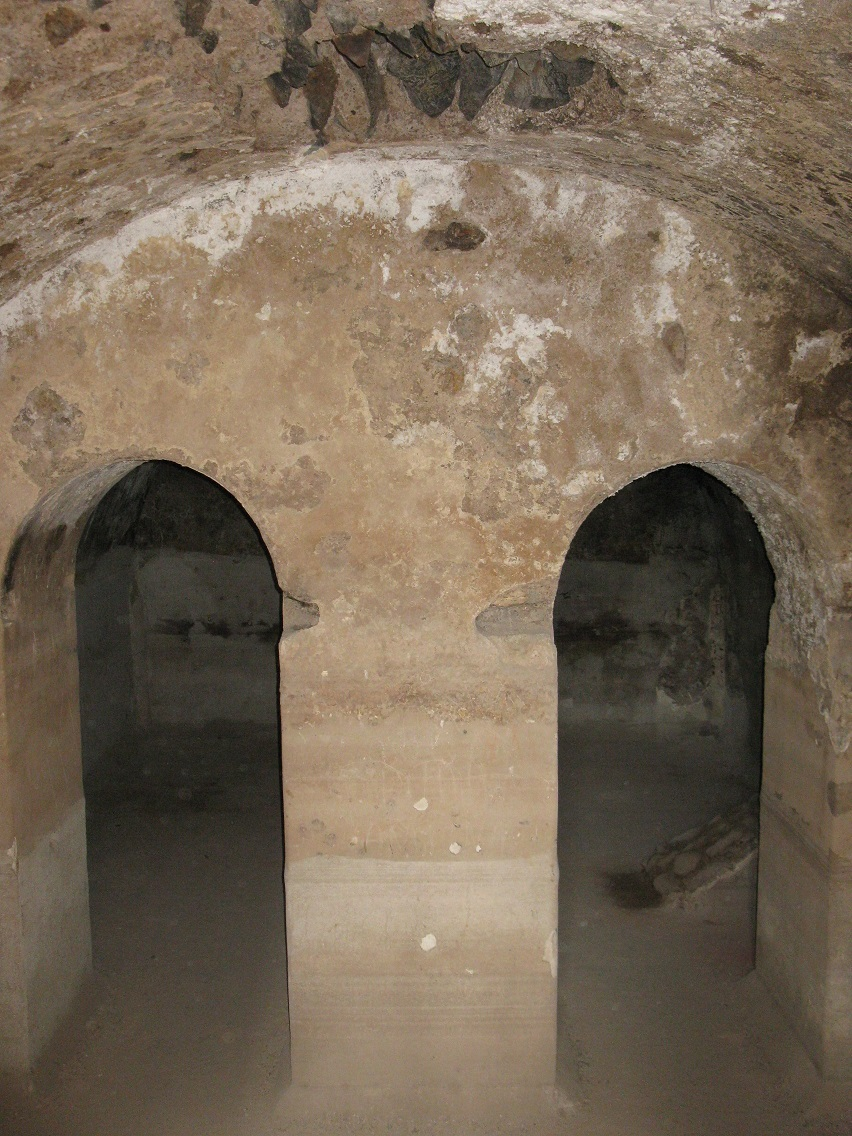
Dentro de la cisterna detrás de la fuente.

## Restauración
La qubba fue restaurada por la Fundación Omar-Benjelloun tras la firma en septiembre de 1999 de un acuerdo de colaboración con el Ministerio de Cultura  que incluye también la restauración de la Madrasa de Ben Youssef, estos dos monumentos se encuentran cerca del Museo de Marrakech gestionado por la Fundación Benjelloun. Durante esta restauración, la muralla que rodeaba el yacimiento arqueológico desde su descubrimiento fue demolida para dar paso a una puerta de hierro Una restauración más reciente fue llevada a cabo por el Ministerio de Cultura marroquí en 2019.